# Le Grand John

Le Grand John (titre original : The Great John L.) est un film américain réalisé par Frank Tuttle et sorti en 1945.

## Synopsis

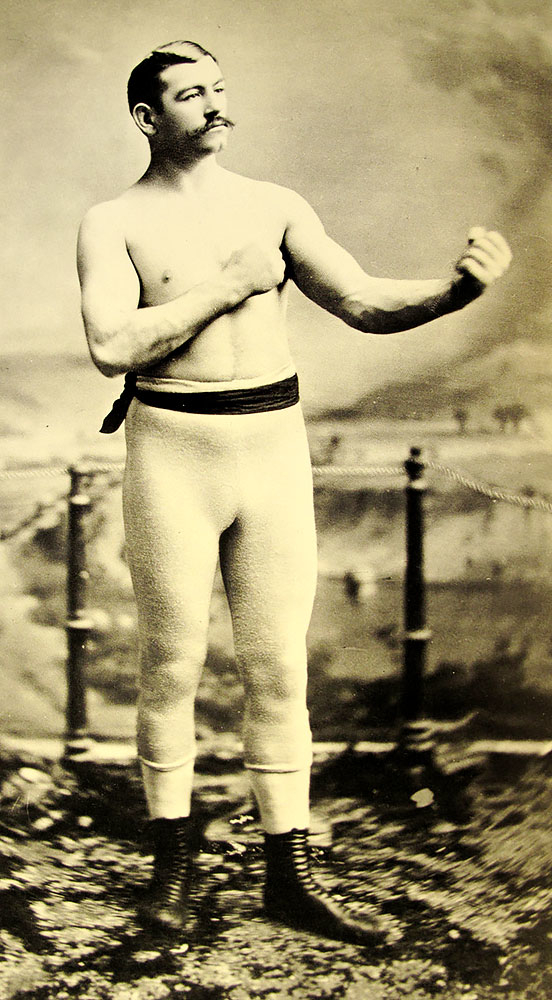
John L. Sullivan (1858-1918)

Le film retrace la carrière de John L. Sullivan, champion du monde de boxe entre 1882 et 1892, de son ascension de la classe ouvrière vers le succès puis sa descente dans l'alcoolisme et la pauvreté après la perte de son titre.

## Fiche technique
- Titre original : The Great John L.
- Réalisation : Frank Tuttle
- Scénario : James Edward Grant
- Production : Bing Crosby Productions
- Photographie : James Van Trees
- Musique : Victor Young
- Montage : Ted Bellinger
- Durée : 96 minutes
- Dates de sortie :
  -  États-Unis : 25 mai 1945
  -  France : 15 décembre 1948

## Distribution
- Linda Darnell : Anne Livingstone
- Barbara Britton : Kathy Harkness
- Greg McClure : John L. Sullivan
- Otto Kruger : Richard Martin
- Wallace Ford : McManus
- George Mathews : John Flood
- Robert Barrat : Billy Muldoon
- J. M. Kerrigan : Father O'Malley
- Joel Friedkin : Michael Sullivan
- Simon Semenoff : Mons. Claire
- Harry Crocker : Arthur Brisbane
- Rory Calhoun : James J. 'Gentleman Jim' Corbett
- Fritz Feld : Claire's Manager
- Lee Sullivan : Mickey Steele
- Chester Conklin : Haggerty (non crédité)
- Leslie Denison : Edward VII (non crédité)
- Brandon Hurst : valet (non crédité)